# Kalinik (Argatu)
Kalinik, imię świeckie Constantin Argatu (ur. 6 czerwca 1944 w Cracăul-Negru) – rumuński biskup prawosławny.

## Życiorys
Syn Eleny i Haralambie Argatu. Wykształcenie teologiczne uzyskał w seminarium przy monasterze Neamț, gdzie uczył się w latach 1959–1964, a następnie w Instytucie Teologicznym Uniwersytetu w Sybinie (1964–1968). W 1964 został wyświęcony na kapłana i podjął pracę duszpasterską w parafiach Tioltiur i Inău w metropolii siedmiogrodzkiej. Siedem lat później wstąpił do monasteru Căldărușani, przyjmując w momencie postrzyżyn mniszych imię zakonne Kalinik. W 1974 władze cerkiewne przeniosły go do monasteru Cernica, gdzie przebywał przez trzy lata. W 1977 został przełożonym monasteru Sinaia, którym pozostawał do 1981. Następnie wrócił do monasteru Cernica i żył w nim do 1985.
W 1985 został nominowany na biskupa pomocniczego eparchii Râmnic i Ardżesz, z tytułem biskupa Ardżesz. Na miejsce jego rezydencji wyznaczono monaster przy cerkwi Zaśnięcia Matki Bożej w Curtea de Argeș. Chirotonia biskupia Kalinika (Argatu) miała miejsce 17 listopada 1985.
W 1990 Święty Synod Rumuńskiego Kościoła Prawosławnego zdecydował o rozdzieleniu eparchii Râmnic i Ardżesz oraz mianował biskupa Kalinika ordynariuszem tej drugiej. Jego intronizacja odbyła się 18 listopada 1990. Służąc jako mnich, a następnie biskup, Kalinik (Argatu) zainicjował szereg remontów zabytkowych klasztorów i budynków cerkiewnych. Zapoczątkował również wydawanie pism „Argeșul Ortodox”, „Lumină Lină” oraz „Păstorul Ortodox”. Jest autorem opracowań poświęconych różnych zagadnieniom z historii Cerkwi oraz tekstów literackich, kierował wydawaniem prac patriarchy rumuńskiego Justyna oraz Ewagriusza z Pontu. Od 2006 należy do Związku Pisarzy Rumunii.
W 2009 otrzymał godność arcybiskupa.